# Kabinet-Sinowatz
De Oostenrijkse Bondsregering-Sinowatz regeerde van 24 mei 1983 tot 16 juni 1986 en was een coalitiekabinet bestaande uit de Sozialistische Partei Österreichs (SPÖ) en de Freiheitliche Partei Österreichs (FPÖ). Het was voor het eerst sinds 1971 dat een coalitieregering noodzakelijk was omdat de SPÖ bij de 24 mei 1983 haar absolute meerderheid in de Nationale Raad had verloren.
De keuze voor de FPÖ als coalitiepartner voor de SPÖ was omstreden: binnen de FPÖ waren extreemrechtse elementen actief, maar sinds het aantreden van Norbert Steger als partijleider in 1980 is de FPÖ een liberale koers gaan varen en bestonden er voor de SPÖ minder bezwaren om met de FPÖ samen te gaan regeren.
In juni 1986 maakte Fred Sinowatz als bondskanselier plaats voor zijn partijgenoot Franz Vranitzky die de coalitie met de FPÖ voortzette.
| Bondsminister                                                                     | Ambtsdrager | Partij     | Staatssecretaris                                                                                                 |
| --------------------------------------------------------------------------------- | --- | ---------- | --- |
| Bondskanselier                                                                    | Fred Sinowatz | SPÖ        | Johanna Dohnal (SPÖ) Ferdinand Lacina (SPÖ) (tot 10 september 1984) Franz Löschnak (SPÖ) (v.a. 17 december 1985) |
| Vicekanselier en Bondsminister van Handel, Nijverheid en Industrie                | Norbert Steger | FPÖ        | Erich Schmidt (SPÖ)                                                                                              |
| Zonder portefeuille verbonden aan het Bondskanseliersambt (v.a. 18 december 1985) | Franz Löschnak | SPÖ        | |
| Buitenlandse Zaken                                                                | Erwin Lanc (tot 10 september 1984) Leopold Gratz (v.a. 10 september 1984)                                                                          | SPÖ        | |
| Sociale Zekerheid                                                                 | Alfred Dallinger | SPÖ        | |
| Financiën                                                                         | Herbert Salcher (tot 10 september 1984) Franz Vranitzky (v.a. 10 september 1984)                                                                   | SPÖ        | Holger Bauer (FPÖ)                                                                                               |
| Volksgezondheid en Milieu                                                         | Kurt Steyrer (tot 17 december 1985) Franz Kreuzer (v.a. 17 december 1985)                                                                          | beiden SPÖ | Mario Ferrari-Brunnenfeld (FPÖ)                                                                                  |
| Binnenlandse Zaken                                                                | Karl Blecha | SPÖ        | |
| Justitie                                                                          | Harald Ofner | FPÖ        | |
| Land- en Bosbouw                                                                  | Günter Haiden | SPÖ        | Gerulf Murer (FPÖ)                                                                                               |
| Verkeer, v.a. 1 januari 1985 Economie en Verkeer                                  | Karl Lausecker (tot 10 september 1984) Ferdinand Lacina (v.a. 10 september 1984)                                                                   | SPÖ        | |
| Defensie en Sport                                                                 | Friedhelm Frischenschlager (tot 15 mei 1986) Helmut Krünes (v.a. 15 mei 1986)                                                                      | FPÖ        | |
| Familie, Jeugd en Consumentenbescherming                                          | Elfriede Karl (tot 10 september 1984) Gertrude Fröhlich-Sandner (v.a. 10 september 1984)                                                           | SPÖ        | |
| Onderwijs en Kunst, v.a. 1 januari 1985 Onderwijs, Kunst en Sport                 | Helmut Zilk (tot 10 september 1984) Herbert Moritz (v.a. 11 september 1984)                                                                        | SPÖ        | |
| Bouw en Techniek                                                                  | Karl Sekanina (tot 22 februari 1985) Ferdinand Lacina (met de leiding belast van 22 februari tot 1 maart 1985) Heinrich Übleis (v.a. 1 maart 1985) | SPÖ        | Beatrix Eypeltauer (SPÖ)                                                                                         |
| Wetenschap en Onderzoek                                                           | Heinz Fischer | SPÖ        | |

Renner · Figl I · Figl II · Figl III · Raab I · Raab II · Raab III · Raab IV · Gorbach I · Gorbach II · Klaus I · Klaus II · Kreisky I · Kreisky II · Kreisky III · Kreisky IV · Sinowatz · Vranitzky I · Vranitzky I · Vranitzky III · Vranitzky IV · Vranitzky V · Klima · Schüssel I · Schüssel II · Gusenbauer · Faymann I · Faymann II · Kern · Kurz I · Bierlein · Kurz II · Schallenberg · Nehammer · Stocker